# Phytomyza ferulae
Phytomyza ferulae este o specie de muște din genul Phytomyza, familia Agromyzidae, descrisă de Erich Martin Hering în anul 1927.
Este endemică în Insulele Canare. Conform Catalogue of Life specia Phytomyza ferulae nu are subspecii cunoscute.